# منطقة ماهوبا
ماهوبا رمزها «MH» (بالإنجليزية: Mahoba)‏ ، هو تقسيم إداري لدولة الهند تتبع ولاية أتر برديش (بالإنجليزية: Uttar  Pradesh)‏ ، مركزها هو مدينة ماهوبا (بالإنجليزية: Mahoba)‏ عدد سكانها حسب تعداد سنة 2001 هو 708,831 ، مساحتها 2,847 كم² وكثافة السكان 249 لكل كم² .